# Śnice (województwo pomorskie)
Śnice (kaszub. Snice) – kolonia w Polsce, w województwie pomorskim, w powiecie kartuskim, w gminie Stężyca.
Miejscowość leży na Kaszubach, na terenie Kaszubskiego Parku Krajobrazowego. Wchodzi w skład sołectwa Stężyca.
Do 2023 miejscowość była częścią kolonii Delowo.
W latach 1975–1998 Śnice administracyjnie należały do województwa gdańskiego.
Śnice 31 grudnia 2011 r. miały 13 stałych mieszkańców.